# Here Comes Honey Boo Boo
Here Comes Honey Boo Boo er en amerikansk reality-tv-serie, sendt på TLC, med skønhedskonkurrencedeltageren Alana "Honey Boo Boo" Thompson i hovedrollen. Honey Boo Boo er en lille pige, og serien følger hendes familie. Serien havde premiere 8. august 2012 og sluttede 14. august 2014. Thompson og hendes familie blev først kendt i TLC's realityprogram Toddlers & Tiaras. Programmet omhandler for det meste Alana "Honey Boo Boo" Thompson og "Mama", June Shannon og deres families eventyr i sydstatsbyen McIntrye, Georgia. Realityserien fik hovedsagelig negative og dårlige anmeldelser fra Tv-anmeldere og kritikere.
Den 24. oktober 2014 stoppede TLC serien efter fire sæsoner, idet der kom rapporter om, at en af personerne i serien, moderen June Shannon, havde et forhold til en registreret sexforbryder. Både Shannon og hendes ældste datter Lauryn afviste påstanden. En femte sæson af serien blev af samme grund aldrig sendt.